# Закон про медіумів-шахраїв 1951 року
Закон про медіумів-шахраїв 1951 року був законом в Англії та Уельсі, який забороняв людині видавати себе за екстрасенса, медіума чи іншого спіритуаліста при спробі обдурити та заробити на обмані (крім виключно з метою розваги). Скасував Закон про чаклунство 1735 року, і він, у свою чергу, був скасований 26 травня 2008 р. Додатком 4 до Положення про захист прав споживачів від недобросовісної торгівлі 2008 р., що реалізує Директиву ЄС про недобросовісну комерційну практику 2005 р., спрямовану проти недобросовісних методів продажу та маркетингу. . Він також змінив четвертий розділ Закону про бродяжництво 1824 року, щоб гарантувати, що він, як і раніше, застосовується разом із законами.
У період з 1980 по 1995 рік відповідно до цього закону було порушено п'ять кримінальних справ; по всіх було винесено обвинувачувальний вирок.